# روضة السيدة
روضة السيدة المعروفة سابقا باسم (تل العقارب) تقع في حي السيدة زينب في محافظة القاهرة الواقعة في مصر، تعتبر من إحدي المشاريع للقضاء علي المناطق العشوائية، تم إفتتاح المنطفة نوفمبر 2019.

## روضة السيدة 1
يقام المشروع في منطقة تل العقارب في حي السيدة زينب على مساحة 7.5 فدان، تم الإنتهاء من المشروع في 2019 ، تشمل 816 وحدة سكنية و 202 وحدة تجارية، وتم تصميم المنطقة علي نظام العمارة الإسلامية سيتم تسكين أهالى منطقة تل العقارب فيها.

## روضة السيدة 2
تقام المرحلة الثانية في منطقة الطيبي في حي السيدة زينب، جاري العمل فيه.